# Ibaraki (prefektura)
Ibaraki (japanski: kanji 茨城県, romaji: Ibaraki-ken) je prefektura u današnjem Japanu. 
Nalazi se u istočnoj obali središnjeg dijela otoka Honshūa. Nalazi se u chihō Kantōu.
Glavni je grad Mito.
Organizirana je u 7 okruga i 44 općine. ISO kod za ovu pokrajinu je JP-08.
1. rujna 2010. u ovoj je prefekturi živjelo 2,964.141 stanovnika.
Simboli ove prefekture su cvijet ruže (Rosa), drvo ume (Prunus mume) i ptica poljska ševa (Alauda arvensis).